# Подкаменское муниципальное образование
Подка́менское муниципа́льное образова́ние — сельское поселение в составе 
Шелеховского района Иркутской области.
Административный центр — посёлок Подкаменная.

## Границы
Согласно закону «О статусе и границах муниципальных образований Шелеховского района Иркутской области» 

«…С северной стороны Подкаменское муниципальное образование граничит с Большелугским муниципальным образованием, граница проходит, включая кварталы 1, 2, 3, 4, 5, 6, 7, 8, 9, 10, 11, 12, 13, 14, 15, 16, 17, 18, 19 Подкаменского лесничества Шелеховского лесхоза. На востоке граница проходит по границе Шелеховского района, включая кварталы 19, 39, 38, 59, 78, 96, 113, 126, 135, 145, 144, 151, 150, 156 Подкаменского лесничества Шелеховского лесхоза. На юге граница проходит по границе Шелеховского района, включая квартала 161, 160, 159, 158 Подкаменского лесничества и квартала Мотского лесничества 179, 194, 193, 192, 191. 206, 205,204,203,202,213, 212, 211, 210, 209,215, 214. С западной стороны Подкаменское муниципальное образование граничит с Шаманским муниципальным образованием, граница проходит по правому берегу р. Иркут, с включением следующих кварталов Мотского лесничества: 214, 215, 207, 195, 180, 162, 163, 144, 141, 140, 142, 126, 114, 115, 105, 104, 103, 92, 81; Далее граница проходит по кварталам Мотского лесничества 81, 82, 83, 84, 85, 86, 87, 88, 89 включая их и далее с восточной стороны полосы отвода автодороги «Иркутск - Чита» по кварталам 80, 79, 61, 40, 20, 21, 1 Подкаменского лесничества, включая их.».

## Население
| 2010 | 2011 | 2012 | 2013 | 2014 | 2015 | 2016 |
| ---- | ---- | ---- | ---- | ---- | ---- | ---- |
| 863  | ↗864 | ↘848 | ↗857 | ↗860 | ↘851 | ↘839 |
| 2017 |      |      |      |      |      |      |
| ↘835 |      |      |      |      |      |      |

## Состав сельского поселения
В состав муниципального образования входят населенные пункты:
| № | Населённый пункт | Тип населённого пункта          | Население |
| - | ---------------- | ------------------------------- | --------- |
| 1 | Большая Глубокая | посёлок                         | ↗31       |
| 2 | Глубокая         | посёлок                         | ↗59       |
| 3 | Граматуха        | посёлок                         | →0        |
| 4 | Источник         | посёлок                         | ↘11       |
| 5 | Подкаменная      | посёлок, административный центр | ↘686      |
| 6 | Родниковый       | посёлок                         | ↘6        |
| 7 | Санаторный       | посёлок                         | →7        |
| 8 | Трудный          | посёлок                         | →39       |
| 9 | Хузино           | посёлок                         | ↘9        |